# Augustin Jianu
Augustin Jianu (n. 23 mai 1986) este un antreprenor român care a ocupat funcția de ministru al Comunicațiilor și Societății Informaționale în guvernul condus de politicianul Sorin Grindeanu. Augustin a fost cel mai tânăr ministru din istoria României de la 1918 până în prezent.